# Rewolucja poznawcza
Rewolucja poznawcza – ruch intelektualny zapoczątkowany w latach 50. XX wieku, związany pogłębiającym się zainteresowaniem badaczy z różnych dyscyplin nauki problematyką badania umysłu oraz procesów poznawczych. Konsekwencją rewolucji poznawczej w psychologii było odejście od behawioryzmu jako dominującej teorii i rozwój psychologii poznawczej (istotny udział miał w tym Ulric Neisser i publikacja w 1967 r. jego książki pt. Cognitive Psychology oraz George Armitage Miller i jego słynny artykuł pt. The Magical Number Seven, Plus or Minus Two). W wyniku działalności takich uczonych jak John McCarthy, Marvin Minsky, Allen Newell, czy Herbert Simon zostały zapoczątkowane badania nad sztuczną inteligencją. Z kolei rewolucyjne zmiany w dziedzinie językoznawstwa zostały wprowadzone przez Noama Chomsky’ego wraz z publikacją jego prac Syntactic Structures oraz Review of B. F. Skinner’s Verbal Behavior.